# Scutum mentale
Das Scutum mentale oder Mentalschild, meistens als Mentale abgekürzt, ist eine Kopfschuppe der Schlangen und anderer Schuppenkriechtiere. Es handelt sich hierbei um die unpaare Schuppe in der Mitte der Schnauzenspitze, direkt unterhalb der Mundöffnung. Damit steht sie der Rostrale des Oberkiefers gegenüber. Entlang der Mundöffnung schließen sich die Unterlippenschilder oder Sublabialen an. Unterhalb des Mentale liegen die vorderen Kinnschilder.
Der Name Mentale ergibt sich aus der Bezeichnung Mentum für das Kinn. Wie alle anderen Kopfschilder ist ihre Form, Größe und Ausbildung ein wichtiges Bestimmungsmerkmal innerhalb der Schlangensystematik.